# Patriota (film 2000)
Patriota (ang. The Patriot) – amerykański film kostiumowy z 2000 roku w reżyserii Rolanda Emmericha.

## Treść
Akcja rozgrywająca się na terenach Karoliny Południowej w latach amerykańskiej wojny o niepodległość ukazuje proces dojrzewania Amerykanów do patriotyzmu poprzez dramatyczne losy Benjamina Martina i jego bliskich. Doświadczony i znany z wcześniejszych walk z Indianami i Francuzami pułkownik Martin usiłuje zachować neutralność wobec antybrytyjskiej rebelii i mimo działań wojennych prowadzić życie spokojnego plantatora. Do ostatecznego zerwania z tą postawą zmusza go nagła rodzinna tragedia, jaka w pragnieniu mściwego odwetu mimowolnie włącza go w szeregi walczących z Anglikami współobywateli. Formując swój oddział terytorialnej milicji, wkrótce staje się postrachem Brytyjczyków i śmiertelnym wrogiem pułkownika Tavingtona, sadystycznego dowódcy oddziału dragonów. W zaciekłym starciu tych dwóch silnych osobowości ich losy ważą się do końca, podczas gdy w głównym bohaterze stopniowo kształtuje się świadomość prawdziwego patrioty walczącego o cele wyższe niż dokonanie osobistej zemsty.  

## Obsada
- Mel Gibson – Benjamin Martin
- Heath Ledger – Gabriel Martin
- Joely Richardson – Charlotte Selton
- Jason Isaacs – płk William Tavington
- Chris Cooper – płk Harry Burwell
- Tchéky Karyo – mjr Jean Villeneuve
- Tom Wilkinson – generał lord Charles Cornwallis
- Peter Woodward – gen. Charles O’Hara, jego zastępca
- Adam Baldwin – kpt. Wilkins, lojalista
- René Auberjonois – pastor Oliver
- Donal Logue – Dan Scott, członek milicji
- Leon Rippy – John Billings, członek milicji
- Lisa Brenner – Anne Howard, ukochana Gabriela
- Joey D. Vieira – Peter Howard
- Gregory Smith – Thomas Martin
- Mika Boorem – Margaret Martin
- Skye McCole Bartusiak – Susan Martin
- Trevor Morgan – Nathan Martin
- Logan Lerman – William Martin, najmłodszy syn Benjamina